# Elecciones generales de Bután de 2018
Las terceras elecciones generales de Bután fueron el 15 de septiembre de 2018, con una segunda vuelta el 18 de octubre del mismo año.
El gobernante Partido Democrático del Pueblo del Primer Ministro Tshering Tobgay ocupó el tercer lugar en la primera vuelta de la votación, inesperadamente no avanzó a la segunda vuelta y resultó en la pérdida de sus 32 escaños. La segunda ronda fue una competencia entre el Partido Paz y Prosperidad de Bután que es el único otro partido con representación parlamentaria, y el Druk Nyamrup Tshogpa, sin representación, que recibió la mayoría de los votos en la primera ronda.

## Sistema electoral
Los 47 miembros de la Asamblea Nacional son elegidos por circunscripciones de un solo miembro. Se celebran elecciones primarias en las que los votantes emiten votos para los candidatos de cada partido. Luego, los dos primeros partidos pueden presentar candidatos en la primera ronda de votación, en la que los miembros son elegidos mediante votación de escrutinio mayoritario uninominal.

## Resultados
| Partido                                                                                               | Partido                        | Primera vuelta | Primera vuelta | Segunda vuelta | Segunda vuelta | Segunda vuelta | Segunda vuelta |
| Partido                                                                                               | Partido                        | Votos          | %              | Votos          | %              | Escaños        | +/–            |
| --- | ------------------------------ | -------------- | -------------- | -------------- | -------------- | -------------- | -------------- |
| | Druk Nyamrup Tshogpa           | 92 722         | 31.85          | 172 268        | 54.95          | 30             | +30            |
| | Partido Paz y Prosperidad      | 90 020         | 30.92          | 141 205        | 45.05          | 17             | +2             |
| | Partido Democrático del Pueblo | 79 883         | 27.44          |                |                | 0              | –32            |
| | Partido Bután Kuen-Nyam        | 28 473         | 9.78           | 0              | Nuevo          |                |                |
| Total                                                                                                 | Total                          | 291 098        | 100            | 313 473        | 100            | 47             |                |
| Participación                                                                                         | Participación                  | 438,663        | 66.36          | 438,663        | 71.46          | –              | –              |
| Fuente: ECB primera vuelta, ECB segunda vuelta Archivado el 17 de octubre de 2020 en Wayback Machine. |                                |                |                |                |                |                |                |